# مسجد تهتالي الجامع
مسجد تهتالي الجامع (بالروسية: Тахталы-Джами)‏، (بالأوكرانية: Тахтали Джамі)‏، (بالتركية: Tahtalı Cami)‏: يقع في باختشيساراي (باغجه سراي)، القرم . (بالتتارية: Tahtalı Cami)‏ وتعني "المسجد الخشبي".

## التاريخ
تم بناء المسجد في 1707 على يد خان سلطان بيك الذي تزوج ابنة سليم الأول جيري. يُعد أقدم مسجد في المدينة، ويمكن رؤيته من أي نقطة في باغجه سراي تقريبًا. تم تشييده أصلاً بألواح خشبية ثم إغلاقها لاحقًا بكتل حجرية وحوائط. سقف المسجد مغطى بقراميد من الطين.